# Jill Hennessy
Jillian "Jill" Noel Hennessy (Edmonton, Alberta, 25 de novembro de 1968) é uma atriz e cantora canadense.
É conhecida pelos seus papéis nas séries de televisão como Claire Kincaid em três temporadas de Law & Order e em Crossing Jordan, onde interpretou a personagem principal, Jordan Cavanaugh, por seis temporadas. Também atuou no cinema, como em RoboCop 3. Também trabalhou em filmes independentes, como The Acting Class, no qual também foi a roteirista e co-diretora.

## Biografia
Hennessy nasceu em Edmonton, em 1968. Era filha de John Hennessy, vendedora do ramo alimentício, o que o afastava de casa por longos períodos e que resultava nas mudanças constantes da família. Sua mãe, Maxine, era secretária e deixou a família em 1982. Jill acabou sendo criada, em grande parte, por sua avó paterna, Eleanor, em Kitchener, Ontário. Jill tem uma irmã gêmea idêntica, Jacqueline, apresentadora de TV e jornalista no Canadá, e um irmão mais novo, John Paul. Jill estudou na Stanley Park Senior Public School e se formou no Grand River Collegiate Institute, em Kitchener. Junto da irmã, Jill cantava e compunha na dupla Jack and Jill e chegou a tocar violão na rua para ganhar dinheiro.
Hennessy e sua irmã começaram a atuar no filme Dead Ringers, de 1988. Jill quase ganhou o papel da agente Dana Scully, em The X-Files.
Em 1990, Jill estreou na Broadway, no musical Buddy – The Buddy Holly Story. Em 1993, interpretou a Dra. Marie Lazarus em RoboCop 3. Mas seu papel de maior sucesso foi em Law & Order, em 1993, quando estrelou a promotora assistente Claire Kincaid, papel que interpretou por três temporadas, quando saiu do programa em 1996. 

## Vida pessoal
Hennessy fala vários idiomas. É fluente em inglês, francês, italiano, espanhol e alemão. Cantora, também toca guitarra e gosta de andar de moto com o marido, o ator Paolo Mastropietro, com quem se casou em 2000. O casal tem dois filhos: Marco, que nasceu em 2003, e Gianni, que nasceu em 2007.